# Ryan Dunn

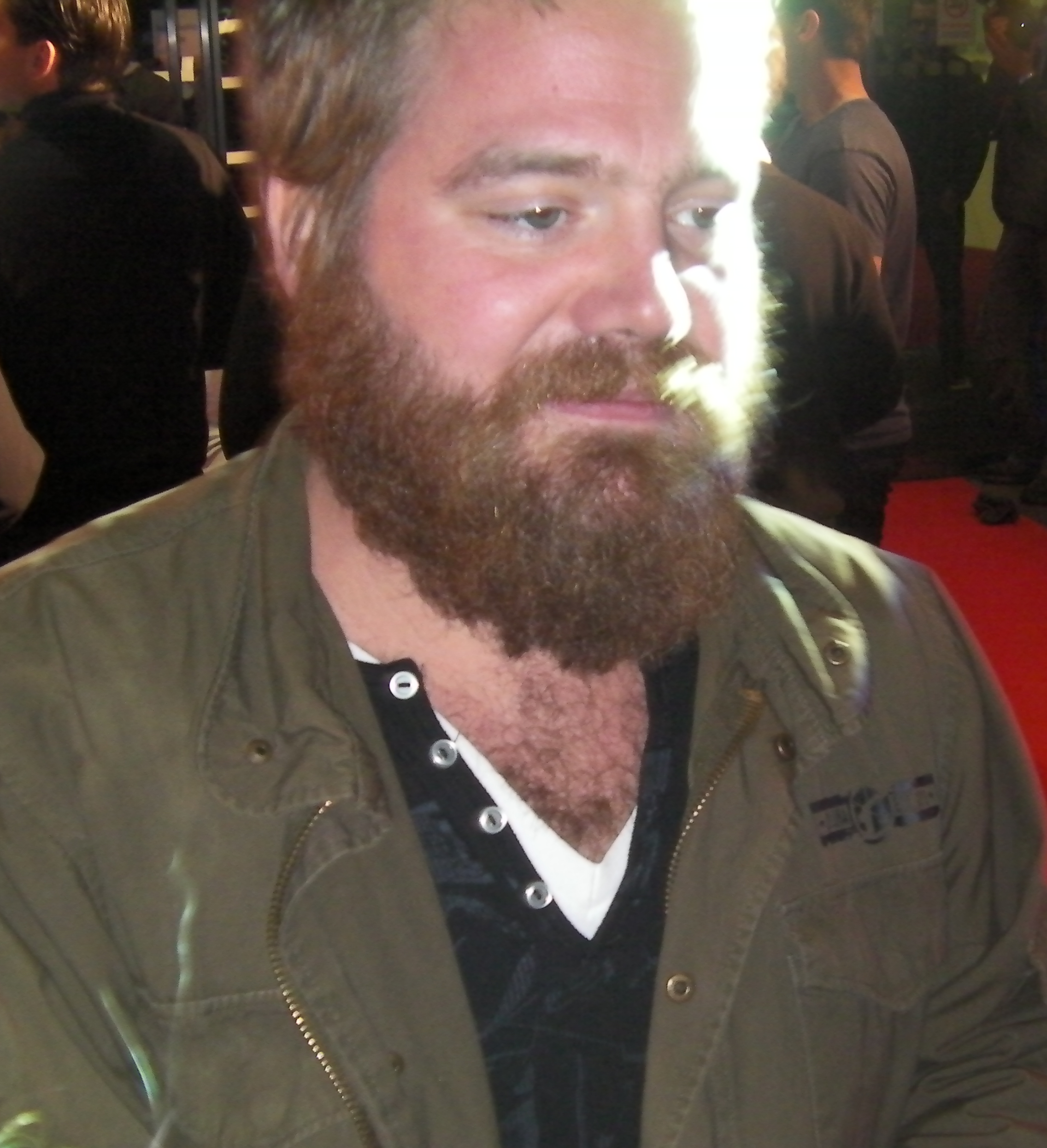
Ryan Dunn auf dem roten Teppich bei der Premiere von Jackass 3D im Jahr 2010

Ryan Matthew Dunn (* 11. Juni 1977 in Medina, Ohio; † 20. Juni 2011 in West Goshen, Pennsylvania) war eine US-amerikanische TV-Persönlichkeit und Stuntman, der unter anderem durch seine Mitwirkung an den Reality-Comedy-Serien Jackass und Viva La Bam bekannt wurde.

## Leben
Dunn zog im Alter von sieben Jahren mit seinen Eltern von Ohio nach West Chester, Pennsylvania, seinem letzten Wohnort.
Bekanntheit erlangte er hauptsächlich durch verschiedene Auftritte in Videos der Filmreihe CKY, sowie später als einer der Hauptdarsteller in den MTV-Serien Jackass und Viva La Bam. 2002 war Dunn erstmals im Rahmen der Kino-Umsetzung Jackass: The Movie im Kino zu sehen.
Im Jahr 2003 spielte Dunn die Hauptrolle in Bam Margeras Film Haggard, der auf einer gescheiterten Liebesgeschichte Dunns beruhte.
Ryan Dunn startete im Oktober 2005 seine eigene MTV-Show Homewrecker. 2006 war mit Jackass: Nummer Zwei ein weiterer Film mit Dunn im Kino zu sehen, 2010 folgte Jackass 3D.
Mit Proving Ground lief ab Juni 2011 eine weitere Show im US-amerikanischen Fernsehen, die von Dunn moderiert wurde.

### Unfalltod
Dunn starb am 20. Juni 2011 im West Goshen Township, Pennsylvania, bei einem Autounfall, als er am Steuer seines Porsche 911 GT3 von der Fahrbahn abkam und gegen einen Baum prallte. Sein Beifahrer, der Schauspiel- und Stuntmankollege Zachary Hartwell, starb ebenfalls. Den Erkenntnissen der Autopsie zufolge war Dunn zum Zeitpunkt des Unfalls stark alkoholisiert und wies einen Blutalkoholwert von etwa 1,96 Promille auf. Die Geschwindigkeit des Fahrzeuges soll laut Polizeibericht zum Unfallzeitpunkt 225 km/h (140 mph) betragen haben, bei maximal erlaubten 89 km/h (55 mph).

## Filmografie (Auswahl)

### Filme
- 1999: Landspeed presents: CKY
- 2000: CKY2K
- 2001: CKY3
- 2002: CKY4: The Latest and Greatest
- 2002: Jackass: The Movie
- 2003: Haggard
- 2003: Steve-O – Out on Bail
- 2006: Jackass: Nummer Zwei
- 2006: The Dudesons Movie
- 2007: 3000 Miles
- 2007: Blonde Ambition
- 2007: Jackass 2.5
- 2008: Dunn & Vito's Rock Tour
- 2009: Minghags: The Movie
- 2009: Street Dreams
- 2010: Jackass 3D
- 2010: Living Will
- 2011: Booted
- 2011: Close Up
- 2011: Jackass 3.5
- 2012: The Bates Haunting

### Fernsehserien
- 2000–2002: Jackass
- 2003–2006: Viva La Bam
- 2005: Homewrecker
- 2007: Bam’s Unholy Union
- 2010: The Dudesons in America
- 2010: Bam’s World Domination
- 2011: Proving Ground

### Gastauftritte
- 2004: Musikvideo zu The Mob Goes Wild von Clutch
- 2008: Law & Order
- 2011: Minute to Win It